# Биг Масео Мериуедър
Биг Масео Мериуедър (Big Maceo Merriweather) е американски пианист и певец, изпълнител на чикагски блус, активен в Чикаго през 40-те години.

## Биография
Роден е под името Мейджър Мериуедър (Major Merriweather) (или Меруедър (Merewether)) в Атланта, Джорджия, САЩ. Сам се учи на пианото. През 20-те години се мести в Детройт, Мичиган, и започва да свири на партита и в клубове. През 1941 година желанието да запише собствен материал го води в Чикаго, където се запознава с Тампа Ред. Ред го запознава с Лестър Мелроуз от Блубърд Рекърдс, който подписва звукозаписен договор с него.
Първият му запис е Worried Life Blues (1941), който бързо става блус хит и характерно негово парче. Следват още блус записи на класическо пиано като Chicago Breakdown, Texas Stomp и Detroit Jump. Неговият стил на работа с пианото се развива от изпълнители като Лирой Кар и Рузвелт Сайкс, както и от буги-вуги стила на Мийд Лукс Люис и Албърт Амънс. Той, от своя страна, повлиява на други музиканти като Хенри Грей, който цитира Мериуедър като човека, спомогнал му да започне кариерата си на блус пианист.
На практика неговият стил има въздействие върху всеки бележит блус пианист след Втората световна война. Неговата най-известна песен Worried Life Blues е част от блус репортоара, като изпълнители като Ерик Клептън я изпълняват редовно на концерти. Worried Life Blues е в първата партида песни, внесени в Залата на славата на блуса, заедно със Stormy Monday, Sweet Home Chicago, Dust My Broom и Hellbound On My Trail.
Кариерата му замира през 1946 година заради инсулт. Крехкото му здраве и живот, изпълнен с тежки пиянства, води в крайна сметка до фатален сърдечен удар. Умира на 23 февруари 1953 година в Чикаго. Погребан е в Детройтската паметна гробница в Уорън, Мичиган.
Неговите епизодични записи за Блубърд са записани на двойния албум Chicago Breakdown през 1975 година. Оттогава насам те са преиздадени от различни звукозаписни компании.

## Почит
През 2002 година името му е внесено в Залата на славата на блуса.
На 3 май 2008 година е организиран Блус фестивал в Уайт Лейк в Хаумет Плейхаус Тиътър в Уайтхол, Мичиган. Събитието е координирано от изпълнителния продуцент Стийв Солтър от организацията с нестопанска цел Килър Блус, за да бъдат набрани финансови средства, с които да се почете неотбелязания гроб на Мериуедър с надгробна плоча. Концертът пожънва успех и през юни 2008 е сложена надгробна плоча.